# Marcin Oleśnicki
Marcin Oleśnicki herbu Radwan – podsędek ziemski bełski w latach 1574–1585.
Poseł województwa bełskiego na sejm koronacyjny 1576 roku, sejm 1582 roku, sejm pacyfikacyjny 1589 roku. Podpisał traktat bytomsko-będziński.
Był członkiem wspólnoty braci polskich. 